# Dinastía antigónida
Después de la muerte de Alejandro Magno (356−323 a. C.), sus generales se repartieron el imperio, siendo protagonistas durante veinte años de grandes luchas y peleas por obtener el poder. Fueron los llamados diádocos (‘sucesores’ o ‘herederos’). Después de estos antiguos generales, gobernaron los llamados epígonos (‘los nacidos después’ o sucesores). La lucha entre ellos para obtener el poder y la hegemonía duró casi cincuenta años, hasta el 281 a. C., en que murió el último de los diádocos, Seleuco I Nikátor.
Los protagonistas de los primeros tiempos fueron los comandantes Pérdicas y Meleagro, con sus intrigas y maniobras. También el gran general Antígono Monoftalmos, Antípatros (o Antípater, el último general que quedaba de la época de Filipo II), y más tarde los hijos de ambos Demetrio Poliorcetes y Casandro de Macedonia.
El vasto imperio de Alejandro Magno quedó dividido a su muerte de la siguiente manera:
- Asia para Antígono I Monóftalmos. Era el que tenía más poder y más extensión de tierras. Sus sucesores darían lugar posteriormente a la dinastía Antigónida en Macedonia.
- Egipto para Ptolomeo, cuya dinastía fue la más estable de todas (dinastía Ptolemaica).
- Tracia y Asia Menor para Lisímaco.
- Babilonia y Siria para Seleuco (dinastía seléucida). Se entendía por Siria a una enorme extensión de tierras que llegaban hasta las fronteras con la India.
- Grecia, y Macedonia para Casandro, hijo del veterano general Antípatro.

## Dinastía Antigónida de Macedonia
Tras la muerte de Alejandro Magno, en Macedonia y Grecia asumió el poder Casandro, hijo del general Antípatro, quien logró proclamarse rey después de una serie de intrigas, destierros y asesinatos en la lucha por el control del reino. Ninguno de sus tres hijos reinó de manera estable, ya que Demetrio Poliorcetes, hijo del general Antígono I Monoftalmos, les arrebató el trono y gobernó durante aproximadamente una década.  
En 283 a. C. le sucedió su hijo Antígono II Gónatas, considerado el verdadero fundador de la dinastía antigónida. Esta se mantuvo en el poder hasta el reinado de Perseo, derrotado en la tercera guerra macedónica frente a la República romana en 168 a. C.
A diferencia de las monarquías seléucida y ptolemaica, los reyes antigónidas conservaron un papel predominantemente militar: el monarca seguía siendo el jefe supremo del ejército y no era objeto de culto divino. Se rodeaban de consejeros tanto macedonios como extranjeros.

### Contexto político y militar
La muerte de Alejandro provocó un notable descenso demográfico en Macedonia y Grecia, debido a la emigración y a las continuas guerras internas. Las relaciones con las ciudades-Estado griegas se mantuvieron relativamente estables; en las principales urbes se conservaron guarniciones militares y se fomentaron ligas similares a las de la época de Filipo II de Macedonia, con cierta autonomía. La situación cambió cuando Ptolomeo I Sóter de Egipto fomentó la oposición de Atenas y Esparta contra Macedonia, reavivando antiguos conflictos.

### Fin de la dinastía y dominio romano
Con la derrota y captura de Perseo, la dinastía antigónida llegó a su fin. Roma impuso tributo a Macedonia y la dividió inicialmente en cuatro distritos o regiones, prohibiendo las relaciones entre ellos. En 148 a. C., tras una rebelión fallida, Macedonia fue incorporada como provincia romana.  
En este contexto, los romanos construyeron la Vía Egnatia, que partía de Dyrrhachium (actual Durrës, en Albania), pasaba por Pella y Tesalónica, y se extendía hasta el límite oriental de la provincia, facilitando el control administrativo y militar de la región.

## Reyes de la dinastía
|                                                        | Antígono I Monóftalmos Ἀντίγονος ὁ Μονόφθαλμος (382-301 a. C.) | 305 a. C. | 301 a. C. | • General macedonio. • Strategos de Asia. • Combatió en las Guerras de los Diádocos. • Fundador de la Dinastía antigónida. • Muerto en la batalla de Ipsos. |
| Reyes de Macedonia (294-168 a. C.)                     |                                                                |           |           | |
|                                                        | Demetrio I Poliorcetes Δημήτριος Πολιορκητής (337-283 a. C.)   | 294 a. C. | 288 a. C. | • Hijo de Antígono Monóftalmos y Estratónice. • Colaboró en las guerras de su padre. • Rey de Macedonia. • Enfrentado a Lisímaco y Pirro de Epiro. • Expulsado de Macedonia. • Capturado por Seleuco I Nicátor. • Murió en cautiverio. |
|                                                        | Antígono II Gónatas Αντίγονος Γονατάς (319-239 a. C.)          | 277 a. C. | 239 a. C. | • Hijo de Demetrio I Poliocertes y Fila I. • Luchó contra los gálatas. • Se hace con el trono macedonio. • Invasión de Pirro de Epiro. • Derrota y muerte de Pirro, Antígono retoma el control. • Guerra de Cremónides contra las polis griegas. • Victoria sobre los lágidas en el Egeo. |
|                                                        | Demetrio II el Etólico Δημήτριος Αιτωλικός (278-229 a. C.)     | 239 a. C. | 229 a. C. | • Hijo de Antígono II y Fila II. • Combatió a las ligas helenas Etolia y Aquea. • Fue derrotado por las tribus dardanias. |
|                                                        | Antígono III Αντίγονος Δώσων (280-221 a. C.)                   | 229 a. C. | 221 a. C. | • Hijo de Demetrio el Bello y nieto de Demetrio I. • Combatió en ayuda de la Liga Aquea contra Esparta. • Adoptó a su sobrino Filipo. • Fue muerto y derrotado luchando contra los ilirios. |
|                                                        | Filipo V Φίλιππος (238-179 a. C.)                              | 221 a. C. | 179 a. C. | • Hijo de Demetrio II y Criseida. • Adoptado como heredero por su tío Antígono III. • Combatió en apoyo de la Liga Aquea en la Guerra social. • Alianza con Aníbal de Cartago. • Primera guerra macedónica contra la república romana. • Guerra contra el Egipto lágida en el Egeo. • Segunda guerra macedónica. • Alianza forzosa con Roma. • Colaboración con Roma en la guerra contra Nabis. |
|                                                        | Perseo Περσεύς (212-165 a. C.)                                 | 179 a. C. | 168 a. C. | • Hijo de Filipo V y Policratia. • Conflictos diplomáticos con Roma. • Tercera guerra macedónica. • Derrotado cae prisionero. • Macedonia divida en cuatro repúblicas. • Muere en Italia. |
|                                                        | Filipo VI Ἀνδρίσκος/Φίλιππος (¿-146 a. C.)                     | 148 a. C. | 146 a. C. | • Alegó ser hijo de Perseo. • Invadió Macedonia y fue aceptado como rey • Cuarta guerra macedónica. • Derrota final y posible muerte. |
| Macedonia se convierte en provincia romana (146 a. C.) |                                                                |           |           | |